# Pitcairnia inermis
Pitcairnia inermis là một loài thực vật có hoa trong họ Bromeliaceae. Loài này được (E.Mey. ex C.Presl) E.Mey. ex Schult. & Schult.f. miêu tả khoa học đầu tiên năm 1830.